# 宇宙船〈仰天〉号の冒険
『宇宙船〈仰天〉号の冒険』（うちゅうせん〈ヴイークリ〉ごうのぼうけん）は、日本の作家、梶尾真治の書いた短編集である。1984年7月に『綺型虚空館』として出版された単行本を改題した。このタイトルは、アメリカのSF作家A・E・ヴァン・ヴォークトの作品『宇宙船ビーグル号の冒険』のパロディーである。

## 収録された短編
もう一人のチャーリイ・ゴードン
すべてを失くした広崎は、ある広告を見た。「死んだ気になって、研究を手伝ってくれる方を求む」。採用された広崎は、若返る薬「大和石（ヤポニウム）」の被験者となった。彼がやって来る前には、二十日ネズミの「アルジャーノン」が大和石で目覚ましい効果をあげていた。広崎もわずかの間に若返ってきた。時がたちアルジャーノンに異変が起こった。
チーズ・オムレット虜囚
美男子で大金持ちの篠原が結婚することになった。結婚式の日、招待客は息をのんだ。花嫁は巨体で醜く、人間とは思えない姿だった。篠原は、ある民宿で出されたチーズ・オムレットの虜となってしまい、それ無しでは生きてゆけなくなったのだ。それを作った民宿の娘が、その花嫁だった。
ムーンライト・ラブコール
愛の鼓動
ランシブル・ホールの伝説
靖矢がランシブル・ホールで事故死した、という通知を絵那が受け取った。三年後には、そのホールを航行中の宇宙船に、靖矢が現れたという。ランシブル・ホールへ行くことができるのは「先ド・ルレ文明」が遺した宇宙船だけである。靖矢に会うために、絵那は宇宙船「カローン」をチャーターすることにした。
サンタクロース症候群
市役所の「何でもやる課」にひとりの男が相談に来た。二年前のクリスマスの真夜中に、物音がするので泥棒が忍びこんだと思い捕まえたら、そいつに腕を噛まれた。よく見ると本物のサンタで、窓から逃げて行った。それ以来、クリスマスの時期になると子供たちにプレゼントをしたくなり、家財を売り土地を手放し、貯金も使いきったという。どうしたらいいのか、と相談に来たのだ。
ちゃんこ寿司の恐慌
吉村は、終電に乗ったが間違った駅で降りてしまい、空腹をいやすために「ちゃんこ寿司」に入った。店の従業員からは、店主は元力士であまりにも強すぎたために、土俵上で五人を不具者にし一人を殺してしまい相撲界から追放された、と聞かされた。さらに、今日は食い逃げがあったので、これから食い逃げするヤツは殺す、と言って激怒しているらしい。初めは気にもかけなかった吉村だったが、やがて財布を入れていたコートを電車に忘れてきたことに気づいた。このままでは食い逃げになってしまい、殺されるかもしれない。あれこれと方策する時間をかせぐため、彼は次々と寿司を注文し続けるのだった。
宇宙船〈仰天〉号の冒険
シラクモ船長をはじめとする十人の超戦士が乗り組む「仰天」号は、無敵ともいえる戦闘艦だった。だが多数のプレセペ艦隊との戦闘で、ただ一機の特攻によって機関に損傷を受けた。修理のため立ち寄った惑星には、人類に似た原住民がいて食料を分けてもらうことができた。修理の目途もついたので、食料をいただいたお礼に、この星で恐れられている「ゲズラ」という怪物を退治することにしたのだが・・。
奔馬性熱暴走
国枝博士は、黄金色のカレーを作ろうとして本物の金（元素記号Au）を生み出すほどの「マッドサイエンティスト」だった。博士は世界中のディスコを制覇し、ディスコ帝王になることを夢見て「ブレイクダンス菌」を作ろうとした。しかしそれは「熱暴走菌」という失敗作になった。それを知らずに体内に取り入れた博士は、やがて体が熱くなり足が勝手に動くようになった。外に飛び出た博士は、あちこちで通行人と衝突した。この菌は接触感染するために、通行人から他の通行人へと感染が広まっていった。やがて、バイクや自動車でもかなわないほどの速度で走れるようになり、ついに光速にまで達しようとしていた。
金木犀の午後
泰彦は高齢だった。過去を振り返ると、机の引き出しや洋服タンスの中に金木犀の並木が見えたことがあった。あるいはどこからともなく、その匂いが漂ってきた。彼は愛犬にも会った。そして金木犀の枝を握って亡くなった。息子が言う「この都会には植物は育たない。この枝はどこからきたのだろう。」
ヴェールマンの末裔たち

## 書誌情報
- 『宇宙船〈仰天〉号の冒険』　ハヤカワ文庫JA　1986年8月　ISBN 4-15-030226-X